# Gălănești
Gălănești település Romániában, Bukovinában, Suceava megyében.

## Fekvése
Radauti és Putna közt, a DL 14-es úton fekvő település a Putnai kolostor közelében

## Lakossága
A 2002 évi népszámláláskor Gălăneștinek 2750 lakosa volt.